# Nave de los venenos
Nave de los venenos o barcos tóxicos, es la denominación periodística dada a los barcos que, principalmente en la segunda mitad del siglo XX, transportaban residuos tóxicos y radioactivos originarios de las industrias de los países desarrollados del norte hacia los países subdesarrollados.
Entre 1988 y 1994 organizaciones defensoras del ambiente, como por ejemplo Greenpeace, hicieron público (94 según Greenpeace) casos de transporte (o su intento) de residuos tóxicos a África: más de 10 millones de toneladas de residuos. 
Algunos planes consideraban la construcción de instalaciones in situ para la deposición de los residuos: incineradores y rellenos sanitarios. 
Otros casos relacionados residuos radiactivos, como el mal famado proyecto ODM, por el cual se habían identificado al menos 16 países africanos. 
Pero en su mayor parte eran simplemente operaciones de descarga de residuos. 
Los contenedores con residuos eran enviados a lo largo de la línea de menor resistencia y del gobierno más débil, terminando en zonas remotas, como Guinea Ecuatorial, Líbano, Somalia y el Congo. Residuos tóxicos se depositaron en las playas de Nigeria y Haití.
El vertido de desechos en el mar está normalmente asociada con el tráfico de residuos. 
En 1989, después de dos años de surcar los mares de todo el mundo y después de 11 intentos fallidos de descargar 15.000 toneladas de residuos en tierras exóticas, el buque de carga Khian Sea los ha abandonado en algún lugar del Océano Índico. 
Algo salió mal, incluso a algunos barcos que partieron de Italia en 1987. 
En la segunda mitad de 1988, al menos 364 barriles llenos de residuos han sido empujados en la costa turca del Mar Negro. 
A partir de los documentos encontrados en los barriles se puso que la mayor parte de los residuos, si no todos, provenían de Italia. 
El juez italiano que investiga el caso encontró que los residuos había sido transportado a Sulina en Rumania, a bordo de barcos de Malta y de Turquía.
El vertido de residuos en el mar asume un aspecto aún más siniestro en la región mediterránea, donde desde hace más de dos décadas las autoridades han investigado una serie de hundimientos de buques sospechosos en lugares donde el agua es más profunda. 
La sospecha es que algunas industrias de varios países han actuado conjuntamente con el crimen organizado, pero tal vez incluso con los organismos gubernamentales, para usar el Mediterráneo como vertedero de desechos industriales tóxicos y radioactivos. 
Algunos barcos que transportan cargas siniestras se hundieron en condiciones meteorológicas buenas, sin necesidad de enviar el SOS y sus tripulaciones se han esfumado. Ninguno de estos barcos hundidos nunca ha sido localizados.
Persiste una espesa bruma sobre el hundimiento de estas "naves tóxicas" presuntamente relacionado también con las redes de tráfico global de residuos y de sus interconexiones con las redes del mercado negro relacionados con el contrabando de armas, y el blanqueo de dinero.

## El tráfico de venenos: el caso de buques tóxicos italianos (1987-1989)
La investigación de Greenpeace sobre los "buques tóxicos" italianos comenzó a principios de 1987, después de los trabajadores de los puertos de Marina de Carrara (fracción del Municipio de Carrara, en Toscana) y Chioggia (Véneto) había revelado a algunos administradores locales de los Verdes y a la prensa la existencia de barcos que fueron cargados con residuos industriales. 
Estos barcos se dirigían en Rumania y África. 
Inmediatamente para evitar estos envíos se informó a las autoridades locales, el poder judicial y el gobierno. 
La denuncia fue ignorada. 
Es más, la Policía de Marina di Carrara pidió a los estibadores acelerar la carga de los residuos para prevenir las manifestaciones de los ambientalistas. 
Gracias a la ausencia de leyes que regularan la exportación de los residuos fuera de la Unión Europea, a "buques tóxicos" se le permitió salir de Italia. 
Este vacío legal fue explotado por los traficantes de residuos intermediarios sin escrúpulos quienes propusieron a las industrias europeas, en su mayor parte la industria química, suscribir contratos de entrega de toneladas de residuos a los países pobres. 
Los partidarios de este proyecto incluyen administradores, abogados suizos, compañías de contenedores con sede en Suiza y el Reino Unido, intermediarios y los comerciantes de residuos legítimo.
Las naves que se mencionan a continuación incluyen los cargados de residuos tóxicos que zarparon de los puertos de Massa Carrara y Livorno, en el período 1987 a 1988. 
También aparecen tres "buques fantasma", que probablemente transportan los residuos tóxicos vertidos en el Líbano y, a continuación, desaparecidos en el mar Mediterráneo . 
Muchos otros 'naves tóxicas" son todavía desconocidas ya que, en ese tiempo, la exportación de residuos desde puertos italianos y europeos se estaba convirtiendo en un negocio próspero.

### Lynx
En febrero de 1987, la nave "Lynx" zarpa desde el puerto de Carrara con un cargamento de 2.000 toneladas de residuos industriales con destino original Yibuti. 
La expedición fue organizada por la empresa suiza "Intercontract SA" y la empresa italiana para la gestión de residuos "Jelly Wax". 
Los ecologistas alertaron inmediatamente a la embajada en Yibuti 
Como consecuencia, el cargamento de residuos se desvió a Puerto Cabello en Venezuela, donde las autoridades locales no permitieron que la nave entrara al puerto.
Dos años después los residuos volvieron a Italia a través de Siria. 
Entrevistados por la prensa sobre el caso, Gianfranco Ambrosini, representante de la empresa "Intercontract SA" admitió que en el pequeño país africano no había un lugar adecuado para la descarga de los residuos. 
¿Cómo era posible depositar miles de toneladas de residuos peligrosos en un país tan pequeño y desértico? La respuesta podría ser que Yibuti nunca ha sido considerada como el último destino de la ruta de exportación de residuos. La antigua colonia francesa fue un importante centro de logística para la entrega de los bienes para Somalia y Etiopía. Los residuos pueden haber seguido el mismo procedimiento.

### Akbay 1
El barco cargado con más de 800 toneladas de residuos industriales deja Marina di Carrara 17 de abril de 1987, y llegan en Sulina, Rumanía 26 de abril. La carga consistía en los residuos de procesos industriales, de lavado en seco, aceites residuales, pesticidas e isocianatos de diferentes empresas.
El Akbay 1 era parte de una flota de buques que transportaban residuos tóxicos que había salido de los puertos de Marina di Carrara y Chioggia para llegar al puerto de Sulina en Rumania.
Los residuos se habían recogido por las empresas italianas Sirteco Ltd. Agrate Brianza (Milán) y Plataforma Ecológica Industrial (PEI) en Marghera (Venecia). Parece que las empresas han tomado el camino para el transporte de los residuos en Rumania abierto por un oscuro intermediario Inglés, el Metrode Ltd, que tenía un representante con sede en Viganello (Lugano, Suiza), y por una empresa suiza, Eldip SA, que tuvo como administrador único un abogado de Lugano, Cesare Forni.
El Metrode Ldt y Eldip SA disponiendo el envío de más de 9.000 toneladas de residuos industriales del norte de Italia, a un costo de alrededor de 7 millones de francos franceses.

### Radhost
En junio de 1987 el barco Radhost zarpa desde Marina di Carrara transportando más de 2.400 toneladas de residuos industriales recogidos por la empresa "Jelly Wax".
El barco tenía que alcanzar a la "Lynx" para descargar su carga en Venezuela, donde la eliminación de residuos estaría a cargo de una empresa local perteneciente a una empresa de Panamá. 
Renato Pent, propietario de "Jelly Wax" era parte del directorio de "Ileadil CA". 
Pero los dos transportes cayeron bajo los reflectores de los medios de comunicación y las autoridades venezolanas ordenan la devolución de los desechos vertidos por el "Lynx" y no permiten a la "Radhost"  entrar en el puerto.
Tres meses más tarde, el barco entrega su carga tóxica en el puerto de Beirut, en el Líbano, bajo la responsabilidad de los intermediarios libaneses corruptos de "Jelly Wax" y, a cambio de dinero con la cobertura - al parecer - de las "Fuerzas Libanesas", un grupo militar involucrado en la guerra civil libanesa.
La protesta pública que se siguió a las noticias propagada por los medios de comunicación obligó al gobierno italiano a hacerse cargo de los residuos. 
Una operación de "devolver al remitente" fue organizado por la empresa de gestión de residuos subsidiaria "Monteco" del gigante químico Montedison. 
El hecho de que algunos de los residuos vertidos en Beirut procedían de diferentes fábricas Montedison no interesaba a las autoridades italianas.

### Jolly Rosso
La recogida y carga de los residuos en el barco "Jolly Red", organizado por Monteco para llevarlos de vuelta a Italia se llevó a cabo sin ningún tipo de colaboración entre los italianos y comité oficial libanés de expertos creado para supervisar las operaciones. 
Los italianos fueron a toda prisa, utilizando como excusa la preocupación por la rabia que generaba el uso del puerto. 
Las autoridades libanesas ordenaron quela salida del barco fuese pospuesta hasta la llegada de una autorización del Ministerio de Salud y que la nave no zarpara antes de que se elabore un documento del Ministerio de Salud y el Comité libanés de Expertos de la que estaba confirmado la salida de todos los residuos. 
Los italianos no hicieron caso a las demandas del gobierno libanés y el barco deja Beirut sin la autorización del Ministerio de Salud y sin las tarjetas de validación del Comité libanés.
El Jolly Rosso dejó Beirut el 11 de enero de 1989 en más de 9500 barriles a bordo. Unos días más tarde llegó al puerto italiano de La Spezia, donde permaneció hasta abril pendiente de aprobación de las autoridades italianas para descargar la carga. Satisfecho, el gobierno italiano emitió un comunicado en el que dijo que habían regresado todos los residuos vertidos en el Líbano.

### Cunski, Yvonne A, Voriais Sporadais
Poco después de la partida de la Jolly Red, Líbano comienza a sospechar que no todos los residuos depositados originalmente del Radhost - 15800 barriles - se encentraran a bordo del Jolly Rosso. 
Igualmente preocupante fue la misteriosa desaparición de los otros tres barcos - al parecer también cargados de este tipo de residuos - que había entrado en el puerto en la estela de la Jolly Rosso: Yvonne A, Cunsky y Voriais Sporadais. 
Los medios de comunicación anunciaron que los barcos fueron hundidos o que, al menos, habían tirado la carga al mar. 
Un informe de la Asamblea General de las Naciones Unidas dio credibilidad a los rumores de que una gran parte de los residuos había sido vertidas en el mar y agregaba que dos barcos que no fueron identificadas en el puerto de Beirut - presumiblemente el Cunsky y Voriais Sporadais - habían transferido la carga de un tercer barco, el Yvonne A, una nave de bandera del Sri Lanka, destinado a ser deliberadamente hundido con su carga en el Mediterráneo después de salir del puerto.
En 1989, un periodista de Famagusta, Chipre, informó a Greenpeace que había interceptado conversación por radio entre el capitán de una nave no identificada que había dejado el puerto de Beirut y el "Voriais Sporadais". 
Los dos capitanes estaban discutiendo sobre cuál era el mejor punto para verter los residuos: estaban entre 40 y 50 kilómetros al este de Famagusta, entre el Líbano y Chipre.
La Monteco y las autoridades italianas negaron enfáticamente que hayan dejado en el Líbano cualquier desecho industrial. 
El Monteco también negó que hubieran contratado a los tres barcos misteriosos para traer de vuelta a Italia los residuos y otros materiales que no tenían cabida a bordo del Jolly Rosso.
Los tres barco fantasma desaparecieron para reaparecer de repente 15 años después en las revelaciones del arrepentido italiano Francesco Fonti.

### Rigel
Este barco partió de Marina di Carrara 9 de septiembre de, 1987 con una carga de chatarra, bloques de cemento y polvo de mármol estaba oficialmente dirigido a Famagusta, Chipre.
Después de vagar por cerca de dos semanas para el mar Tirreno, el barco se hundió a unas 20 millas del cabo Spartivento en Calabria, a una profundidad de unos 3,000 metros sin lanzar el SOS.
La tripulación es rescatada por otro barco, que atracó en Túnez y desapareció en la nada.
Unos años más tarde, un tribunal italiano declaró que Rigel fue hundido para recoger la prima del seguro, y que los funcionarios de aduanas en el puerto de Marina Carrrara había sido pagado para a cerrar los ojos mientras el barco se estaba cargando. 
Esto ha aumentado la preocupación acerca de la verdadera naturaleza de la carga considerando el precedente de los anteriores diez mil barriles de residuos peligrosos partidos desde el puerto de Marina di Carrara el mismo día.
Según informes de la prensa, es interesante notar que la evidencia de fraudes de seguros perpetrado por oficiales de la empresa del Rigel fueron reunida también a través de escuchas telefónicas por un fiscal de La Spezia.
Es muy probable que el 21 de septiembre, el mismo día que el Rigel se hundido en el mar Jónico, la policía italiana escuchó una conversación telefónica entre los oficiales navales que anunciaban que "el bebé nació temprano esta mañana".
Sería de gran ayuda recuperar los materiales de la investigación sobre Rigel para arrojar más luz sobre la cadena de acontecimientos que condujeron a su hundimiento.

### Karin B y Deepsea Carrier
Estas naves han dejado Marina di Carrara y Livorno entre agosto de 1987 y abril de 1988, con una carga total de 43,330 toneladas de residuos peligrosos recogidos por las empresas Jelly Wax y Ecomar.
Un ciudadano de Nigeria, el Sunday Nana, había hecho un trato con Gianfranco Raffaelli, italiano que vivió en Nigeria por más de 20 años, con quien acordó almacenar 8.000 fardos de residuos, incluidos los PCB, en sus propiedades en el pequeño delta Koko por 100 dólares por mes. 
Más tarde Raffaelli pidió a las autoridades de Nigeria el permiso para la importación de residuos "no explosivo, no radiactivo y no autoinflamables".
A principios de junio, en protesta por el depósito de los residuos peligrosos, y hacer presión sobre Italia, para que sean retirados, Nigeria retiró a su embajador en Italia y se apoderó de la nave de transporte italiana Piave, que no participaban en el comercio de desechos. 
El 26 de julio de 1988 Nigeria liberó al Piave y sus 24 miembros de la tripulación. 
Con la explosión del escándalo de Koko, Raffaelli se fue de Nigeria, pero un empleado italiano de la empresa Iruekpen Construction, Desiderio Perazzi, y al menos otras 54 personas que estaban involucradas en el escándalo fueron detenidos por el gobierno de Nigeria. 
El 17 de julio de 1998, el gobierno italiano acordó eliminar los residuos de Nigeria y llevarlos de vuelta a Italia. 
Para transportar los residuos de Nigeria a Italia fueron fletadas dos naves, la Karin B y el Deepsea Carrier. 
El embajador de Nigeria en Italia tomó su posición en septiembre de 1988.

## Histórico de casos de traslados de residuos.

### El viaje de la Khian Sea
El 31 de agosto de 1986, el buque de carga Khian Sea embarca 14.000 toneladas de ceniza tóxica producida por los incineradores y comienza una odisea que puede ser considerada como símbolo de un problema que todos compartimos: ¿qué hacer con nuestros residuos?. 
A partir de los años 1970, la ciudad de Filadelfia en los EE. UU. ha quemado la mayor parte de los residuos municipales producido y enviado las cenizas en un vertedero en Nueva Jersey. 
En 1984, cuando Nueva Jersey se dio cuenta de que las cenizas contenían cantidades de arsénico, cadmio, plomo, mercurio, dioxinas y otros elementos tóxicos clasificados como desechos peligrosos, se negó a aceptar nuevas descargas. 
Después de que otros seis estados se negaron a aceptar envíos de ceniza del incinerador, Filadelfia se encontró en problemas. 
Que podría hacer con las 180.000 toneladas de esos materiales que se producen cada año? 
La respuesta fue: mandarla lejos, a países con normas ambientales menos estrictas. 
Un agente local se ofreció para enviarlos al Caribe.
El Khian Sea iba a ser la primera de estas entregas.
El Khian Sea trató de dejar su cargamento en las Bahamas, sin embargo, no fue aceptada. 
En los 14 meses que siguieron, a la nave se niega el ingreso a la República Dominicana, Honduras, Panamá, Bermudas, Guinea Bissau (África Occidental) y las Antillas Neerlandesas. 
Luego, a finales de 1987, el gobierno de Haití dio el permiso para la importación de "fertilizantes", y la tripulación descargó 4.000 toneladas de ceniza en la playa cerca de la ciudad de Goinaives. 
Alertados por Greenpeace que la ceniza no era realmente fertilizantes, las autoridades de Haití revocado el permiso y ordenó que todo sea recargado en la nave, pero el Khian Sea huyó por la noche, dejando tras de sí una montaña de cenizas esparcidas. 
Parte de los residuos fueron alejados de la playa y enterrado, pero la mayoría permaneció en la playa, dispersándose lentamente por el viento y arrojados al mar.
Después de salir de Haití, el Khian Sea viaja a Senegal, Marruecos, Yugoslavia, Sri Lanka; Singapur,  buscando un lugar para descargar su carga tóxica.
Mientras surcaba los océanos en busca de un puerto, el barco fue rebautizado de Khian Sea a Felicia, y luego a Pelican: su registro fue transferido de Liberia a las Bahamas y luego a Honduras, en un intento de ocultar su verdadera identidad, pero nadie aceptó la nave o su contenido. 
Dos años, tres nombres, cuatro continentes y 11 países más tarde, la carga problemática todavía estaba a bordo. 
En un momento, en algún lugar del Océano Índico entre Singapur y Sri Lanka las cenizas desaparecieron.
Cuando a la tripulación se le preguntó acerca de la cuestión, no tenía ningún comentario excepto que habían desaparecido. 
Todos asumen, por supuesto, que una vez fuera de la vista desde tierra, éstos simplemente han sido arrojados al agua. 
Años después, el capitán de la Khian Sea / Felicia / Pelican admitió ante el tribunal que las cenizas fueron lanzadas en el Atlántico y en el Índico.

### El caso del Probo Koala
El 2 de julio de 2006, un barco llamado Probo Koala alquilado por la empresa Trafigura Group, un gestor de petróleo, en busca descargar residuos en Ámsterdam. 
Desconfiados a causa del fuerte olor de los residuos y, por lo tanto, por su probable naturaleza tóxica, las autoridades portuarias alertó a la nave que la los descarga de los residuos habría sido más costora. 
El barco se negó a pagar los costes adicionales y dejó Ámsterdam. 
Donde ha ido el barco entre el 2 de julio y 19 de agosto y lo que hizo por su carga tóxica sigue sin estar claro.
El 19 de agosto de 2006, el Probo Koala descargar una carga de residuos tóxicos en Abidijan, el principal capital económica de Costa de Marfil. 
Pero fue sólo en la primera semana de septiembre que el incidente salió a la luz. El ministro de Salud de Costa de Marfil anunció una reunión extraordinaria que condujo a la remoción de su gobierno el 6 de septiembre.
Los residuos tendríab que haber sido tratados por una compañía de gestión de residuos de Costa de Marfil. 
De hecho los residuos, que consistía en hidrocarburos volátiles, se dispersaron en 11 sitios de la ciudad. 
Los síntomas reportados por los que estuvieron en contacto con los residuos incluyen problemas respiratorios, náuseas, debilidad, vómitos, (incluido el vómito de sangre), ardor e irritación. 
Siete personas han muerto, mientras que más de 30.000 han necesitado asistencia médica.
En febrero de 2007, Trafigura pagó 152 millones de € al gobierno de Costa de Marfil para eliminar los residuos. 
A cambio, el presidente de Costa de Marfil ha acordado retirar todos los cargos contra la empresa y sus presidentes y se comprometió a no realizar otras peticiones financieras a la empresa. 
Asta septiembre de 2009, la Trafigura acordó pagar una cuota de 1.100 euros a cada una de las 30.000 personas que se cree han enfermado por esta causa.
En junio del 2010, Trafigura y otras empresas han sido acusados ante la corte penal de Ámsterdam tras las denumcias de Greenpeace en 2006. Greenpeace considera al operador internacional de petróleo responsable de la descarga de desechos tóxicos ilegales desde el buque Probo Koala en Costa de Marfil en 2006. 
Trafigura niega cualquier responsabilidad e indica la compañía local Tommy como parte responsable de la descarga de desechos.
En el juicio comparecen, como acusados: Trafigura, uno de sus comerciantes ingleses, y el capitán del Probo Koala por el ocultamiento de la verdadera naturaleza de las importaciones y exportaciones de estos residuos peligrosos tóxicos e ilegales. 
La ciudad de Ámsterdam es acusada de haberles asistido en la exportación de este tipo de residuos peligrosos a Costa de Marfil.
El vertido de residuos en la Costa de Marfil no se incluye en el proceso de Ámsterdam. 
Ya en septiembre de 2009, Greenpeace había presentado una queja ante la Corte de La Haya de apelación contra la negativa de la fiscalía de procesar a Trafigura por la descarga, después de una breve investigación sin resultados sobre los acontecimientos ocurridos en Costa de Marfil. 
Mientras tanto surgió nueva información. 
Los correos electrónicos internacionales muestran cómo los directivos de Trafigura eran conscientes del peligro de los residuos y que la exportación a África era ilegal según las leyes europeas. 
Incluso los conductores de camiones que transportaron y descargaron los residuos se han presentado recientemente con nueva información, declarando haber sido pagados para informar que el transporte de residuos no eran tóxicos. 
Greenpeace presentó éstas denuncias a la oficina de la acusación el 14 de mayo de 2010 solicitando una investigación. 
La decisión de proceder incluyendo también la descarga de los residuos en Abiyán debe ser tomado en octubre de 2010.
Desde el descubrimiento de este escándalo, Trafigura trató de ocultar la verdad manteniendo la información reservada, pagando los más caros y mejores abogados y oficinas de relaciones públicas y amenazando de difamación para silenciar el debate público. 
Greenpeace cree que Trafigura debe asumir sus responsabilidades en el aula, proporcionando plena cooperación en la búsqueda de la verdad sobre este desastre ambiental.